# نوبوتاکا تاناکا
نوبوتاکا تاناکا (انگلیسی: Nobutaka Tanaka؛ زادهٔ ۱۰ ژوئن ۱۹۷۱) بازیکن فوتبال اهل ژاپن است.
از باشگاه‌هایی که در آن بازی کرده‌است می‌توان به باشگاه فوتبال کاشیوا ریسول اشاره کرد.